# Пронін Вадим Олександрович
Вади́м Олекса́ндрович Про́нін (20 вересня 1980 — 4 листопада 2014) — український військовик, молодший сержант Збройних сил України. учасник російсько-української війни.

## Життєвий шлях
Народився в селищі Зятківці Гайсинського району Вінницької області у сім'ї Олександра Васильовича та Марії Миколаївни Заєць. Майже одразу після народження Вадима його родина переїхала жити на Львівщину, там хлопчина ходив до дитячого садка, а у 1987 році пішов у перший клас Городоцької ЗОШ № 4. Після смерті батька мати з сином і донькою повернулися у Зятківці, де Вадим продовжив навчання з 7 класу до закінчення школи. Вадим був активістом шкільного життя, брав участь у шкільних та районних олімпіадах з природничих наук. Активно займався спортом, грав у футбол, волейбол, теніс, завойовував призові місця у районних змаганнях з легкої атлетики, зокрема з бігу на довгі дистанції. 1997 року закінчив Зятковецьку ЗОШ. Після двох років строкової армійської служби повернувся додому, вступив у Рівненське вище професійне училище ДДСО при МВС України. Закінчивши навчання, переїхав до Києва, працював інспектором супроводу інкасацій. Взяв прізвище вітчима-афганця — Пронін. Останнім часом проживав у місті Гайсин з дружиною та сином.
В травні 2014-го пішов у військкомат і записався добровольцем. 1 серпня 2014 був мобілізований на військову службу, проходив підготовку у Мукачевому, — головний сержант-командир відділення снайперів, 128-ма окрема гірсько-піхотна бригада.
4 листопада 2014-го під час виконання бойового завдання підірвався на «розтяжці» поблизу селища Рідкодуб у Донецькій області під Дебальцевим.
Без Вадима лишились мама Марія Миколаївна, сестра Олена, дружина Аліна, син Данило.
Похований в селі Зятківці.

## Нагороди
За особисту мужність і героїзм, виявлені у захисті державного суверенітету та територіальної цілісності України, вірність військовій присязі під час російсько-української війни, відзначений — нагороджений
- орденом «За мужність» III ступеня (посмертно)